# Raluka

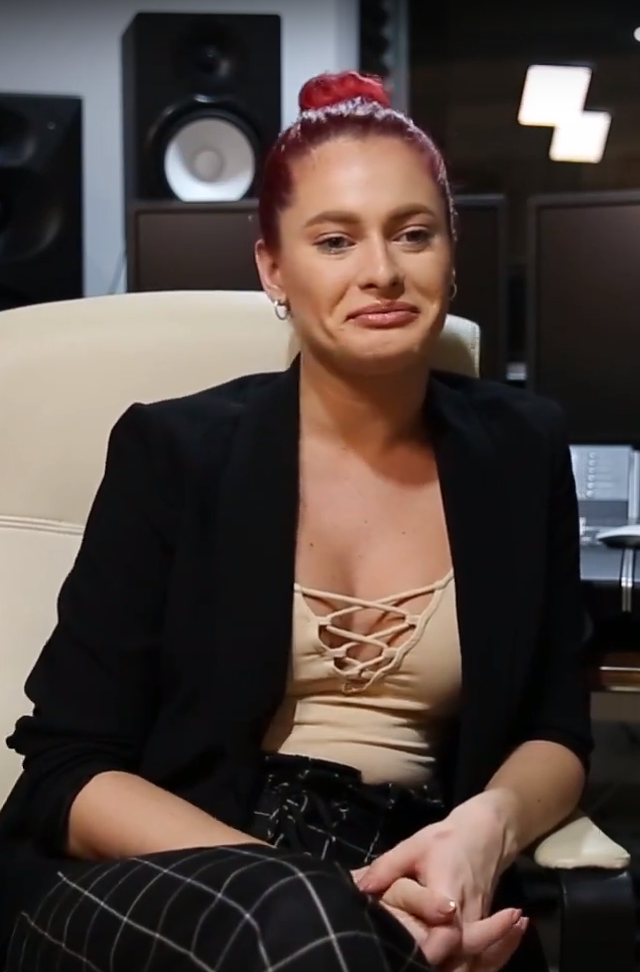
Raluka, 2018

Raluka (* 14. November 1989 in Deva; bürgerlich Alexandra Raluca Nistor) ist eine rumänische Sängerin. Sie singt in den Stilrichtungen Dance, House und Pop.

## Biografie
Sie absolvierte die Schule für Musik und Bildhauerei in Deva. Im Alter von 18 Jahren gewann Raluka 2008 beim Internationalen Musik-Festival „George Grigoriu“ und wurde Zweite beim Mamaia-Festival. Danach nahm sie am Talent-Wettbewerb Megastar teil, bei dem sie den zweiten Platz erreichte, und wurde Mitglied der Band Pepper Girls.
Raluka veröffentlichte mehrere Singles in Kooperation mit DJ Sava. Mit dem Titel I like (The trumpet) erreichten die beiden 2010 Platz 1 der rumänischen Charts. 2012 veröffentlichte sie mit All for you ihre erste Solo-Single. 2016 erschien Ieri Erai ("Du warst gestern"), das 16 Millionen Mal auf YouTube angeschaut wurde.

## Diskografie
- 2009: September (mit DJ Sava)
- 2010: I like (The trumpet) (mit DJ Sava)
- 2010: Love you (mit DJ Sava)
- 2011: Out of your business
- 2012: Surrendered my love
- 2012: All for you
- 2012: Maman (feat. Lucky Man Project)
- 2013: Aroma (feat. Connect-R & DJ Sava)
- 2014: Lasă-mă-mi place (feat. Speak & Doc)
- 2014: Aer (feat. Connect-R & DJ Sava)
- 2014: Never give up
- 2015: Miraj (mit Vali Barbulescu)
- 2016: Ieri Erai
- 2016: Zbor[1]
- 2016: Dulce Otrava
- 2017: Du-mă spre noi
- 2017: Cine sunt eu
- 2018: Ca doi necunoscuți (feat. Vescan)
- 2018: Whole Body
- 2020: File De Poveste (feat. NOSFE)

## Filmografie
- 2021: Zapada, Ceai și Dragoste (Regie: Catalin Bugean)[2]